# Alpinia pubiflora
Alpinia pubiflora är en enhjärtbladig växtart som först beskrevs av George Bentham, och fick sitt nu gällande namn av Karl Moritz Schumann. Alpinia pubiflora ingår i släktet Alpinia och familjen Zingiberaceae. Inga underarter finns listade i Catalogue of Life.